# 죽산고등학교
죽산고등학교(竹山高等學校)는 대한민국 경기도 안성시 죽산면 죽산리에 있는 공립 고등학교이다.

## 학교 연혁
- 1954년 7월 7일 : 죽산상업고등학교 3학급 인가
- 1954년 9월 6일 : 초대 유기형 교장 취임
- 1973년 12월 8일 : 죽산상업고등학교 개교
- 1979년 12월 30일 : 중․고 병설에서 분리
- 1989년 7월 6일 : 본관 24개 교실 증축 완성
- 1994년 9월 26일 : 정보처리과 1학급 인가
- 2001년 12월 18일 : 죽산종합고등학교 교명 변경 및 보통과 2학급 인가
- 2008년 1월 7일 : 본관 3층 시청각실(172.8m2) 준공
- 2017년 7월 13일 : 죽산고등학교로 교명 변경
- 2020년 1월 9일 : 학과 개편 인가 피지컬컴퓨팅과 1학급, SNS마케터과 1학급
- 2022년 3월 1일 : 죽산중·고 미래형 통합운영학교 인가
- 2023년 3월 1일 : 죽산중·고 미래형 통합운영학교 유광종 교장 취임
- 2024년 1월 10일 : 제68회 26명 졸업(졸업생 총수 8,160명)
- 2024년 3월 4일 : 신입생 68명 입학

## 설치 학과
- 7차일반
- 피지컬컴퓨팅과
- SNS마케팅과

## 참고 자료
- 죽산고등학교 - 한국교육학술정보원 학교알리미